# Six Degrees of Inner Turbulence
Six Degrees of Inner Turbulence er det sjette studiealbum af det amerikanske progressive metal-band Dream Theater, og det andet album i det som fans kaldte "the Metal Album", hvor det første var Metropolis Pt. 2, og det næste, Train of Thought. "The Meta Album" fortsætter ved at den sidste tone i den sidste sang, er den samme som starten på det næste album, Train of Thought.
Albummet blev udgivet på Elektra Records i 2002, og har to CD'er. Den ene CD er fem almindelige sange, hvor den anden CD er den 42 min. lange sang, Six Degrees of Inner Turbulence. Denne sang er dog blevet splittet op i otte dele. I ITunes Store vises de otte dele, i stedet for titlen "Six Degrees of Inner Turbulence".

## Sange
| #  | Titel                                  | Tekst         | Længde |
| -- | -------------------------------------- | ------------- | ------ |
| 1. | "The Glass Prison" - III. "Revelation" | Mike Portnoy  | 13:52  |
| 2. | "Blind Faith"                          | James LaBrie  | 10:21  |
| 3. | "Misunderstood"                        | John Petrucci | 9:34   |
| 4. | "The Great Debate"                     | Petrucci      | 13:43  |
| 5. | "Disappear"                            | LaBrie        | 6:46   |

| 1.      | "Six Degrees of Inner Turbulence" - VIII. "Losing Time"/"Grand Finale" | Petrucci, Portnoy (Instrumental) Portnoy Petrucci | 42:04 6:50 5:51 2:08 5:03 6:17 5:48 4:05 6:01 |
| 1:06:13 |                                                                        |                                                   |                                               |

## Dream Theater
- James LaBrie – vokalist
- John Petrucci – guitarist, bagvokal
- John Myung – bassist
- Jordan Rudess – keyboard
- Mike Mangini – trommeslager, bagvokal